# Tigellinus
Ofonius Tigellinus (* in Agrigent; † 69) war Prätorianerpräfekt und Günstling des römischen Kaisers Nero. Er war von bescheidener, möglicherweise griechischer Herkunft.

## Leben
Während der Herrschaft Caligulas wurde Tigellinus wegen Ehebruchs mit Iulia Agrippina Minor, der Schwester des Kaisers, nach Griechenland verbannt (39), aber von Claudius im Jahr 41 wieder zurückgerufen.
Als er durch eine Erbschaft zu Wohlstand gekommen war, kaufte er Land in Apulien und Kalabrien und befasste sich mit der Zucht von Rennpferden. Dadurch gelang es ihm, die Gunst Neros zu gewinnen, dem er in der Folgezeit bei seinen Lastern und Grausamkeiten half und den er auch dazu anstachelte.
Tigellinus wurde erst zum Präfekt der Vigiles und dann im Jahr 62 zum Präfekt der Prätorianergarde gemacht. Er war an der Ermordung von Neros Gattin Octavia beteiligt. Es gelang ihm, den Philosophen Seneca aus seiner Funktion als Berater des Kaisers zu drängen. Im Jahr 64 stand er unter dem Verdacht, im Zusammenhang mit dem großen Brand Roms das Feuer gelegt zu haben, das, nachdem es bereits gelöscht war, in seinen Gärten erneut ausbrach.
Im Jahr 65, während der Untersuchungen zur missglückten Verschwörung des Piso, bildeten er und Poppaea Sabina eine Art Staatsrat; Tigellinus erhielt die Auszeichnungen eines Triumphators (ornamenta triumphalia). Bei der längeren Reise durch Griechenland, die Nero im Jahr 66 unternahm, gehörte Tigellinus zu Begleitern des römischen Monarchen. Als sich Neros Untergang abzeichnete, verließ ihn Tigellinus und brachte zusammen mit Gaius Nymphidius Sabinus die Prätorianergarde ebenfalls dazu, ihn fallenzulassen.
Unter Galba wurde er gezwungen, sein Kommando abzugeben, jedoch gelang es ihm durch verschwenderische Geschenke an Titus Vinius, den Günstling des Kaisers und seiner Tochter, sein Leben zu retten. Otho hingegen bestimmte bei seiner Thronbesteigung, dass jemand, der so allgemein vom Volk verabscheut wurde, entfernt werden müsse. Tigellinus erfuhr in den Bädern von Sinuessa, dass er sterben sollte, und schnitt sich die Kehle auf, nachdem er sich nur wenig um einen Aufschub bemüht hatte.
Tigellinus hatte eine Tochter, die Gattin des römischen Senators Cossutianus Capito wurde.